# Добровољци (војници)
Добровољци (или драговољци) су лица која по сопственој жељи (без законске обавезе и било какве принуде) ступају у оружане снаге, оперативну армију или посебне формације (герилске, патризанске, ослободилачке, револуционарне, контрареволуционарне и сл.) своје или стране земље, из патриотских, класних, националних, идеолошких, религијских и других побуда. И лица која се у миру добровољно јављају на одслужење војног року сматрају се добровољцима.

## Историја
Добровољачки покрет на тлу бивше Југославије развија се са националноослободилачким тежњама за ослобађање од туђинске власти и стварања заједничке државе.
У аустро-турским ратовима у XVIII и XIX веку учествује много добровољаца из ових крајева а стварају се и посебне добровољачке јединице Срба, Хрвата, Словенаца и др. (Карпошев устанак, Фрајкор, Кочина крајина), које се боре на страни Аустрије против Отоманске Империје.

### Српски устанци
У Првом српском устанку у устаничке јединице јављају се не само из Србије него и Босне, Црне Горе, Македоније, Хрватске, као и суседних земаља (Аустрије, Бугарске, Грчке). Артиљерију устаничке војске организовали су добровољци из Војводине. Устанку се прикључило око 800 Бугара, а из аустријске војске се 1808. пребацило се у Србију из Аустрије 515 војника. Већи део добровољаца остао је у Србији и учествовао у Другом српском устанку.
У херцеговачком устанку 1852, 1857, 1861—62. било је много добровољаца из Црне Горе, а у босанско-херцеговачком устанку 1875—78. из Србије, Хрватске и Словеније (Мирослав Хумбајер, Словенац, је био једно време начелник штаба босанско-херцеговачких устаничких чета).
Рат Србије против Турске 1876. године оснажио је добровољачки покрет у Балканским земљама. Од добровољаца из Босне, Црне Горе и Војводине у Шапцу је 1876. формиран Добровољачки корпус, а на јужноморавском правцу борило се неколико јединица из других крајева: одред из Војводине (око 2500 људи), Црногорски батаљон, Руско-српски батаљон, Албанско-српски батаљон и др. Из Русије је стигао Добровољачки одред, под командом генерала Михаила Черњајев (2350 људи), а од око 6000 бугарских добровољаца који су се прикупили у Тимочкој крајини, формирана су три батаљона. У септембру 1876. све те снаге су објесињене у две добровољачке бригаде (са по четири батаљона) а нешто касније формирана је и Добровољачка дивизија. У то време у саставу Дринске војске налази се и одред састављан претежно од Италијана — гарибалдинаца са групом Француза, Немаца, Чеха, Белгијанаца и Норвежана. Наредне године 1877, од добровољаца из југословенских земаља и нешто Аустријанаца и Немаца, био је образован је тзв. Добровољачки кор од три батаљона. Део тих добровољаца остао је у српској војсци и стално и активно учествовао у Балканским ратовима и Првом светском рату, а појединци су имали врло истакнуту улогу у њима (прим. Павле Јуришић-Штурм је био командант дивизије и армије 1912—1918)

### Први светски рат
У току Првог светског рата снажно је дошла до изражаја солидарност југословенских народа у борби за ослобођење и уједињење, кроз добровољачки покрет за помоћ Србији и Црној Гори у рату против немачке и аустријске агресије. На тој основи развио се широки покрет за ступање у српску и црногорску војску, како код народа под окупацијом тако и међу нашим исељеницима у у другим деловима света. Реализација тих тежњи наилази на многе тешкоће. Аустроугрске власти су предузимале ригорозне мере да те тежње угасе у самом почетку. Ратни судови изрицали су најтеже казне присталицама ослободилачког покрета. И поред тога почетком рата из пограничних земаља пребацило се 3.000—4.000 добровољаца који су учествовали у борбама 1914. било у саставу српске или црногорске војску или у посебним јединицама. Од сремских добровољаца (око 400) у септембру 1914. формиран је одред у саставу Одбране Београда, који је у октобру 1915. бранио град и готово цео изгинуо у борбама.
У септембру 1915. почело је пребацивање добровољаца који су сакупљени у Русији од пребеглих или заробљених војника из аустроугарске војске. До половине октобра Дунавом је у Србију стигло око 3.500 бораца. Од њих и добровољаца уз Војводине и Боснеи прве групе стигле из Америке формиран је добровољачки одред који је водио борбе на фронту према Бугарској и у току повлачења претрпео велике губитке, тако да се мањи број повукао са српском војском преко Албаније на Крф, а затим је био упућен на Солунски фронт.
У црногорској војсци 1914—1915. били су формирани Билећки, Гатачки, Требињски и Бокељски батаљон попуњени добровољцима из Херцеговине, Боке и исељеницима из Америке.
Међу српским исељеницима у Северној и Јужној Америци спонтано се јавио покрет за помоћ старој домовини. Створена је организација Југословенска народна одбрана која се повезала са Југословенским одбором у Лондону. Превожење добровољаца било је отежано, а и ризично због дугог пута и ратних дејства (један транспорт од око 480 добровољаца страдао је у децембру 1914, када је брод наишао на мину у Дримском заливу, од којих је спашено само 180 људи).

#### Добровољци из Америке, Италије и Русије 1917.
Од почетка 1917. пристизање добровољаца из Америке је повећано, јер је влада САД одобрила њихово прикупљање, али су и даљр упућивани у Луис (Lewis) (Канада), затим бродовима у Бизерту (Тунису), одакле су после обуке слати на Солунски фронт. До пробоја је стигло 7.000 добровољаца.
Прикупљање добровољаца у Италији ишло је много теже, јер су италијанске власти спречавале ту активност и забраниле формирање добровољачке јадранске легије.
Зазирући од уједињења југословенских народа италијанска влада је тај став и после прелска на дтрану савезника, све до пробоја Солунског фронта, када је коначно дозволила групи од 234 официра и 80 војника да крену за Солун. Крајем 1917 у Италији је капетан Људевит Пивко формирао Југословенски добровољачки батаљон (1.000 људи) који се заједно са италијанском војском до краја рта борио против Аустроугарске.
Добровољачки покрет у Русији имао је широке размере почев од 1916. У јануару 1917. формиран је Добровољачки корпус, у којем се налазило 42.260 добровољаца (Срба, Хрвата, Словенаца и нешто Чеха). Како је сав командни кадар послат из српске војске и у многом оптерећен великосрпском визијом будуће државе, на чему је инсистирала и влада Николе Пашића, убрзо је дошло до поларизације и нетрпељивости на класној и националној основи. Почело је осипање људства, упркос промени назива у  Добровољачки коепус Срба, Хрвата и Словенаца, тако да је спао на 19.472 човека.
Српска влада је захтевала да се корпус што пре пребаци на Солунски фронт. Први контингент је преко Архангекска и Северног леденог мора, пребачен у Француску и коначно у Солун, где је стигао почетком јануара 1918. Други део је имао још тежи пут услед револуције и грађанског рата у Русији, па је преко Сибира, Манџурије, Јапана, Тихог океана и Црвеног мора стигао у Солун 19. април 1918. Из Русије су у току 1917. и 1918. стигла 12.694 добровољаца. Добровољци су улазили у састав постојећих јединица српске војске, а 1918. је формирана Југословенска дивизија која се истакла у борбама на Кравици, Козјаку и Кучковом камену, завршивши пробој Солунског фронта.
Укупно се на страни српске и црногорске војске у Првом светском рату борило се 32.000 добровољаца припадника југословенских народа и народности.
У Краљевини СХС/Југославији, добровољци су могли добити земљу или, од 1940, државне обвезнице.
Постојао је Савез ратних добровољаца 1912-1918 Краљевине Југославије коме је забрањен рад фебруара 1947. године.

### Октобарска револуција
Октобарска социјалистичка револуција покренула је милионске масе радника и сељака Русије и других земаља у борби за ново друштво, за социјализам. Формирано је много интернационалних јединица у којима се борило око 250.000 добровољаца (Мађара, Пољака, Југословена, Чеха, Немаца, Румуна, Бугара, Кинеза и др.). Припадници југословенских народа који су се затекли у Русији (претежно аустроугарски војници заробљени у Галицији) формирали су југословенске одреде (око 20) и придружили се јединицама Црвене арније. У другој половини 1918. формиране су и веће јединице (пук „Матија Губец“, Југословенски комунистички пук и др.) које се истичу храброшћу и пожртвовањем у борби птотив контрареволуције.
Из редова југословенских добровољаца израсло је више исткмутих војних и политичких руководилаца — комесара одреда, пукова и бригада: Алекса Дундић, херој октобарске револуције, командант коњичког пука, Данило Срдић, Никола Груловић, командант и комесар првог Југословенског комунистичког пука, Емил Чоп, командант пука, Сава Лачић, Јован Шипош, Густав Барабаш, руководиоци одреда Црвене гарде и др.
У саставу револуционарних снага, према непотпуним подацима, учествовало је око 35.000 Југословена, од којих је велики део погимуо у борби за победу совјетске власти и одржању прве социјалистичке државе у свету.

### Шпански грађански рат
Између два рата добровољци учествују у многим ослободилачким и револуционарним покретима, испољавајући интернационалну солидрност са борбом прогресивних снага против реакције и фашизма. То нарочито долази до изражаја у Шпанском грађанском рату 1936—1939. Упркос многим тешкоћама забранама и хапшењима, на позив КПЈ јавило се много добровољаца, од којих је у Шпанију стигло око 1600 (700 директно из Југославије, а остали из разних крајева света), а међу њима и више истакнутих југословенских револуционара, као што су били:Благоје Паровић, Марко Орешковић, Божидар Масларић, Владимир Чопић и др.
Југословенски борци интербригада испољили су високу свест, храброст и пожртвовање. На бојиштима Шпаније, животе је дало око 700 бораца, а 300 је рањено. Многи од њих су постали, командири, команданти и политички комесари у јединицама које су се бориле за слободу Шпаније. Чин официра шпанске републиканске армије добило је 150 Југословена, а 40 је било на дужности командира чета и батаљона у интернационалним бригадама.

### Други светски рат
У Другом светском рату учешће добровољаца добило је највеће размере. Већ на почетку фашистичке агресије многи антифашисти, младићи и девојке, испољавају спремност да ступе у борбу за слободу сопствене земље, а и других угрожених земаља. Уочи агресије на Чехословачку, под утицајем политике КПЈ, хиљаде Југословена јављали су се у добровољце за одбрну чехословачке независности. На Београдском универзитету организована је војна обука студената на добровољној основи, формирани су батаљони одбране, а слична активност се одвијала и у другим центрима Југославије. Пред Априлски рат 1941. многи комунисти и скојевци се јављају војним командама и јединицама.
Оружани устанак Југославије 1941, који је организовала и повела КПЈ, ослањао се на свесно и добровољно учешће свих прогресивних народа у борби национално и социјалн ослобођење. На позив КПЈ за устанак одазивају се на хиљаде родољуба. На тој основи се ствара и јача оружана сила народа и већ крајем 1941 има 80.000 добровољаца. То је био основни начин попуне јединица НОВ и ПОЈ што је било потврђено и статутом пролетерских народноослободилачких ударних бригада.

#### Борци у НОР-у
Посебне добровољачке јединице јављају се и у функцији развијања НОП-а у општенародни рат против окупатора у циљу укључивања најширих народних маса у оружану борбу и друге облике отпора. Од око 800.000 бораца колико је на крају рата имала Југословенска армија, две трећине су били добровољци углавном омладина, која је масовним учешћем у НОР-у показала високу патриотску свест и дала велики допринос победи револуције, чиме је на својеврстан начин потврђен општенродни карактер НОР-а.
Добровољно учешће жена у свим структурама НОП-а имао је вишеструк и незамењив значај. У јединицана НОВ и ПОЈ борило се око 100.000 жена од којих је 25.000 изгубило живот, извршавајући најтеже задатке у рату.
Шпански добровољци имали су веома значајну улогу од почетка устанка 1941. Њих око 250, колико је успело да побегне из француских логора у Југославију, одмах се укључуло у НОП, при чему су њихово искуство, војно знање и револуционарна прекаљеност дошли до пуног изражаја. Они су се налазили у свим крајевима земље на најодговорнијим дужностима команданата и комесара многих партизанских одреда, пролетерских и ударних бригада., дивизија, оперативних и главних штабова покрајина. Пред почетак друге фазе завршних операција, када су формиране армије, сва четири команданта армија били су старешине у интернационалним бригадама у Шпанском грађанском рату. Око половине шпанских бораца је погинуло у НОР-у, а 54 су народни хероји Југославије.

#### Заробљеници, пребези и странци у НОВ
Посебне групе добровољаца чинили су војници заробљеници или пребегли из непријатељских формација, као и други страни држављани који су се укључили у НОБ. После капитулације Италије у јесен 1943. Словенци и Хрвати из Истре и Словеначког приморја, који су били мобилисани у италијанску војску, прелазе у јединице НОВ. Од њих, као и од ослобођених интернираца из логора у Италији, формирано је пет прекоморских бригада у које је ступило око 7000 добровољаца, прва тенковска бригада и више родовских јединица (артиљеријских, инжињеријских и везе). Од бивших италијанских војника формирано је више самосталних батаљона, затим бригаде „Фонтанот“ и „Италија“ и партизанска дивизија „Гарибалди“.
Од бугарских војника који су пребегли из окупационе армије формиран је партизански батаљон „Христо Ботев“, а од аустријских држављана који су напустили немачку војску формиран је 1. аустријски батаљон.
У јединицама НОВ и ПОЈ било је и држављана Совјетског Савеза, Пољске, Чехословачке, Немачке и др.

#### Европски покрети отпора
Ослободилачка борба и покрет отпора у другим европским земљама настали су и развијали се захваљујући учешћу добровољаца антифашиста у њима. Партизанске јединице и борбене групе различите намене у Албанији, Грчкој, Пољакој, Белгији, Норвешкој, Француској и др. сачињавали су добровољци. У неким од ових земаља запажену улогу у покрету отпора имали су наши грађани који су се нашли у њима. У Француској је око 3000 Југословена учествовало у покрету отпора, а формирали су и посебну јединицу „Маршал Тито“. Припадници југословенских народа учествовали су и у покретима отпора Италије, Норвешке, Белгије и др.

#### У квинслишким формацијама
Добровољаца има и у квинслишким војним формацијама у многим окупираним земљама Европе. Мотиви њиховог добровољног укључивања на страну непријатеља су фашистичка индоктринација, национална и верска искључивост и мржња, жеља за лаким богаћењем путем пљачке и отимачине и сличне ниске побуде, које је фашистичка идеологија и пропаганда вешто користила у разним срединма, нарочито међу примитивним и религиозно фанатизованоим светом. Такве елементе привукла су у своје редове усташке, четничке, белогардејске (словеначко домобранство), балистичке и неке друге квинслишке и колаборационистичке формације у Југославији, мада је добровољност при попунитих формација често у сенци претњи, уцена и разних врста притисака. Њихова борбена вредност и одржање директно су зависили од тесне сарадње са окупаторском војном силом, на чијој страни су остали до краја рата, због беспримерних злочина извршеним над сопственим народом. После пораза у земљи, остаци ових група емигрирали су у неке земље запдне Европе и Америке и под окриљем реакционарних снага наставили антијугословенску терористичку делатност.

## Законске могућности
У систему попуне оружаних снага многих земља предвиђено је и учешће добровољаца, као један од извора попуне, што има значајну моралну димензију, а обезбеђује и потпуније ангажовање људских потенцијала у рату.